# Stenfors naturreservat
Stenfors är ett naturreservat i Tingsås socken i Tingsryds kommun i Småland (Kronobergs län).
Reservatet är skyddat sedan 2010 och är 66 ha stort. Det är beläget söder om sjön Tiken, ca 6 km söder om Tingsryds tätort. Området sträcker sig ca 2,5 km söderut från sjöns södra strand. Bräkneån rinner genom området som även innefattar den lilla sjön Hållsdammen.

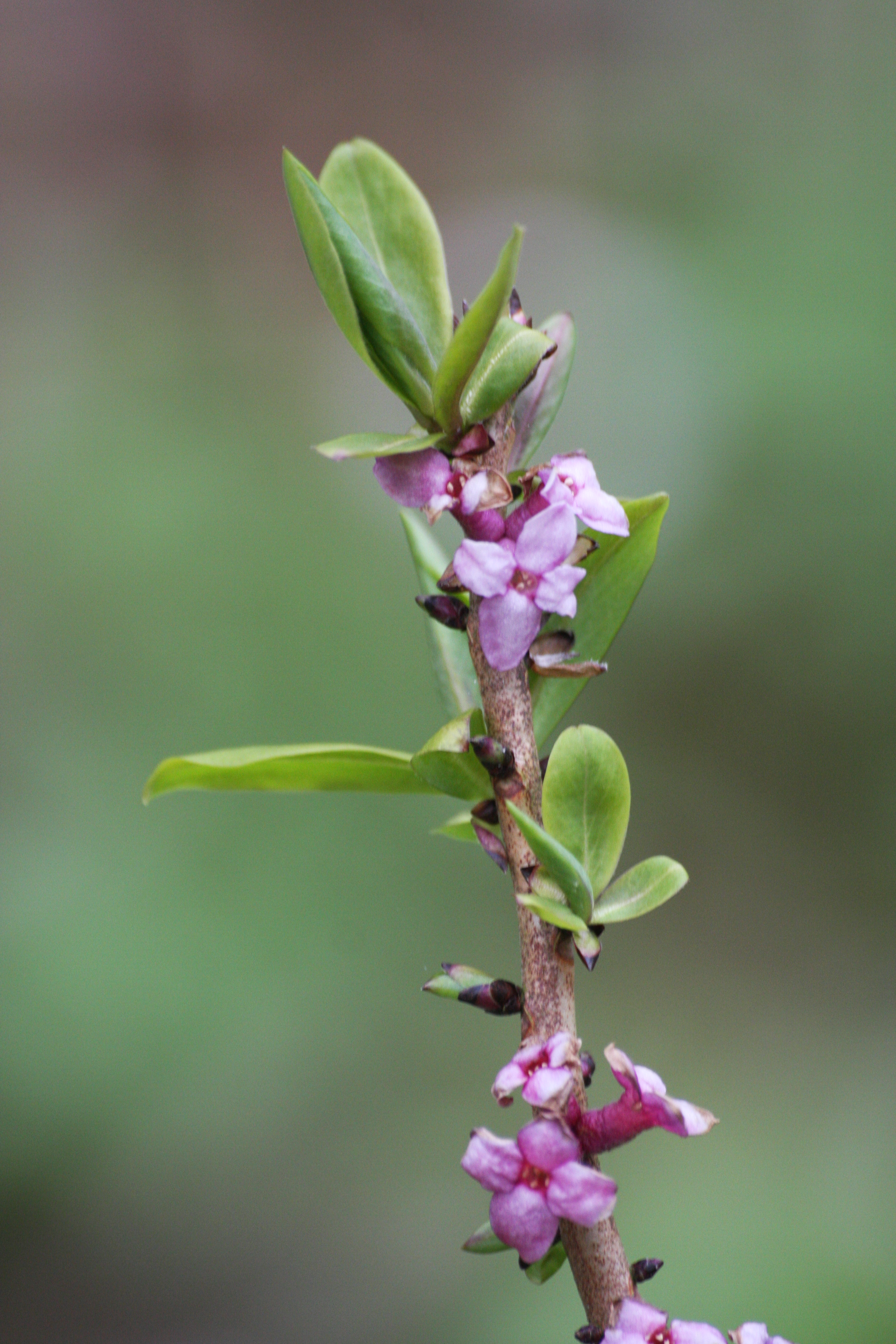
Tibast

I området växer ädellövskog i form av gamla ekar och bokar. Där lever många sällsynta arter, bland annat ett flertal ovanliga lavar och mossor, däribland almlav, lunglav, blomskägglav, korallav, klippfrullania, västlig hakmossa, guldlockmossa och långfliksmossa. I södra delen av reservatet finns en lummig lundflora med blåsippa, strutbräken, tibast och 
trolldruva. I ån har fynd gjorts av öring och den sällsynta musselarten flat dammussla.
På 1600-talet anlades här Stenfors bruk, vilket drevs fram till sent 1800-tal. Kvar finns spår efter järnbruket i form av ruiner och husgrunder.